# Tanabe

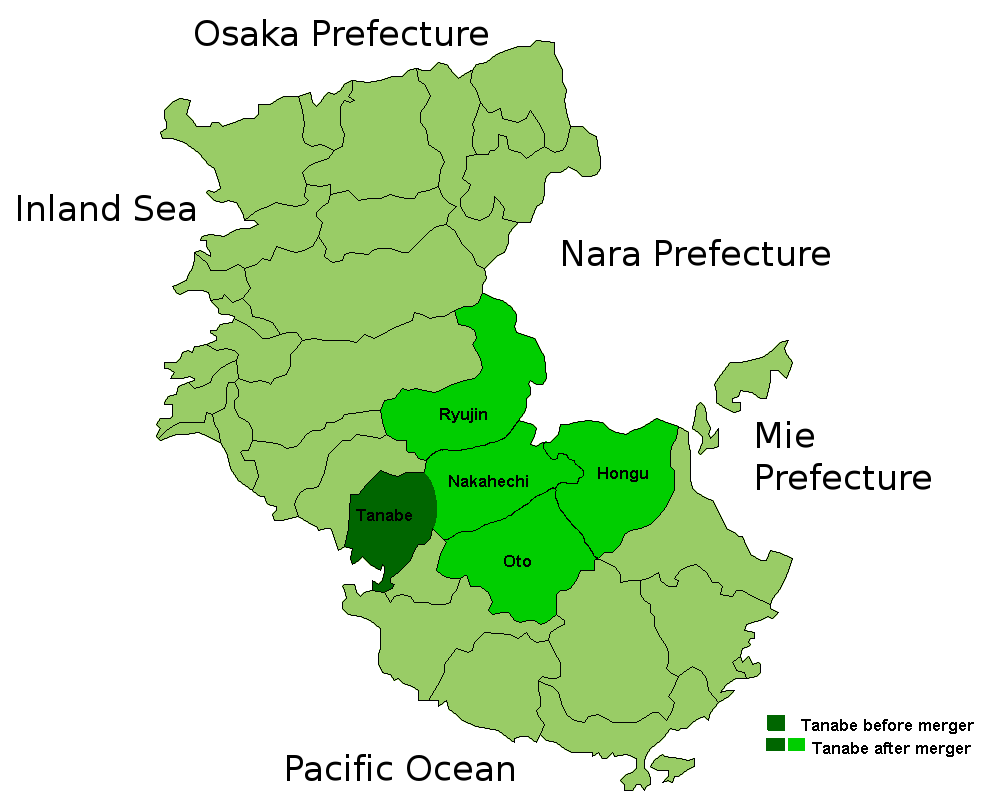
Situering van Tanabe voor en na de fusie van 2005

Tanabe (Japans: 田辺市, Tanabe-shi) is een stad in de Japanse prefectuur Wakayama.  Op 1 maart 2008 had de stad 80.344 inwoners. De bevolkingsdichtheid bedroeg 78,2 inw./km².  De oppervlakte van de stad is 1026,77 km².

## Geografie
Tanabe wordt begrensd door Minabe, Inami, Hidakagawa, Aridagawa, Kamitonda, Shirahama, Kozagawa  en Shingu in de prefectuur Wakayama.  Tanabe grenst tevens aan de dorpen Totsukawa en Nosegawa  in de prefectuur Nara.  De rivieren Hikigawa, Hidakagawa, Tondagawa  en Kumanogawa  stromen door de stad. De berg Gomadan-zan  (護摩壇山) is met 1372 meter het hoogste punt van de stad.  Voor de fusie van 1 mei 2005 had Tanabe een oppervlakte van 136,43 km² en een bevolking van 70.652 inwoners.

## Geschiedenis
- Tanabe werd op 20 mei 1942 een stad (shi).
- Op 1 mei 2005 werden de gemeenten Ryujin van het District Hidaka, Nakahechi en Oto van het district Nishimuro en Hongu van het District Higashimuro aangehecht bij Tanabe.

## Bezienswaardigheden
- Kumano Hongu Taisha: een shintoschrijn in de plaats Hongu (Werelderfgoed)
- Enkele van de pelgrimsroutes van de  Kumano Kodo lopen over  het grondgebied van Tanabe  (Nakahechi,  Ohechi, Iseji  en Kiiji)
- Kujūkuōji, een reeks van kleine shinto-altaren langs de  de pelgrimsroutes in het Kii-gebergte
- Tōkei-schrijn,  een shintoschrijn
- Het stedelijk kunstmuseum van Tanabe (和歌山県立博物館, Tanabe-shi ritsu bijutsukan,  Tanabe City Museum Of Art)
- Museum Kumanokodo Nakahechi
- Museum Minakata Kumagusu, een Japanse auteur (1867-1941)
- Ryujin-onsen
- Kamikono-onsen

## Geboren in Tanabe
- Benkei (西塔武蔵坊弁慶, Saito Musashibō Benkei, (1155-1189), een Sohei (monnik-soldaat)
- Morihei Ueshiba (1883-1969), de grondlegger van de Aikido
- Tetsu Katayama (1887-1978), premier van Japan (1947-1948)
- Yoshimi Tendō, enka-zanger
- Minakata Kumagusu

## Verkeer

### Trein
Het hoofdstation van Tanabe  is het  Station Kii-Tanabe. Hier stoppen al de sneltreinen. Het gebied wordt bediend door de  JR West Kisei-lijn (Kinokuni-lijn).
Er zijn drie stations op het grondgebied van Tanabe:
- (Kamitonda) -  Station Kii-Shinjō - Station Kii-Tanabe- Station Haya - (Minabe)

#### Treinen naar aangrenzende gemeenten en steden
- Minabe: Kinokuni-lijn lokale trein naar  Station Minabe – 15 min.
- Inami: Kinokuni-lijn lokale trein naar Station Inami – 25 min.
- Hidakagawa: Kinokuni-lijn lokale trein naar Station Wasa – 40 min.
- Aridagawa: Kinokuni-lijn lokale trein naar Station Fujinami – 90 min.
- Shirahama: Kinokuni-lijn lokale trein naar Station Shirahama – 15 min.
- Kamitonda: Kinokuni-lijn lokale trein naar Station Asso – minder dan 10 min.
- Kozagawa: Kinokuni-lijn sneltrein naar Station Koza – 15 min.

### Weg

#### Autosnelwegen
Tanabe ligt aan de Hanwa-autosnelweg
- afrit 34 Nanki Tanabe (sinds 11 november 2007)

#### Nationale autowegen
Tanabe ligt aan de volgende autowegen: 
- Nationale weg 42 (richting  Wakayama en Hamamatsu)
- Nationale weg 168 (richting Hirakata in de prefectuur Osaka en richting  Shingū)
- Nationale weg 311 (richting Owase in  de prefectuur Mie  en richting Kamitonda)
- Nationale weg 371 (richting Kawachinagano in de prefectuur  Osaka  en richting Kushimoto)
- Nationale weg 424 (richting Kinokawa)
- Nationale weg 425 (richting Owase en Gobo)

#### Prefecturale weg
Tanabe ligt aan de prefecturale wegen 19, 29, 30, 31, 32, 33, 35, 198 199, 200, 205, 207, 208,209,210,211, 216, 218 en 735.

### Luchthaven
De dichtstbijzijnde  luchthaven is de Luchthaven van Shirahama (南紀白浜空港, Nanki-Shirahama Airport ). Dit  is een regionale luchthaven in Shirahama, Japan. Deze luchthaven bedient voornamelijk het zuiden van Kansai. Verder zijn er drie heen-en-terug vluchten met Tokio ( twee buiten het seizoen).  De luchthaven bevindt zich met de wagen op ongeveer 25 min. van het centrum van Tanabe.

## Partnersteden
Tanabe  heeft een stedenband met:
- Hiraizumi,  Iwate (sinds 1983, partnerschap van het oude Tanabe)
- Kasama,  Ibaraki (sinds 2001, partnerschap van het oude Tanabe)
- Engaru,  Abashiri, Hokkaido (sinds 2001, partnerschap van het oude Tanabe met de voormalige gemeente Shirataki)
- Ichinoseki,  Iwate (partnerschap van Hongu met de voormalige gemeente Murone)
- Sakai,  Osaka (partnerschap van Hongu)
- Chihayaakasaka,  Osaka (partnerschap van Nakahechi)
- Higashiagatsuma,  Gunma (partnerschap van Ryujin)
- Hikawa,  Shimane (partnerschap van Ryujin)
- Sennan,  Osaka (partnerschap van Ryujin)
- Wyong Shire, New South Wales, Australië (sinds 1993, partnerschap van het oude Tanabe)